# توم نيوتن
توم نيوتن (بالإنجليزية: Tom Newton)‏ هو لاعب كرة قدم أمريكية أمريكي، ولد في 8 مارس 1954 في كارمل في الولايات المتحدة.